# Station Krommenie-Assendelft
Station Krommenie-Assendelft is gelegen in de gemeente Zaanstad, aan de spoorlijn van Amsterdam naar Uitgeest en Alkmaar. Het station wordt bediend door NS. Het huidige station is in gebruik sinds 2008 en bestaat uit twee zijperrons met een opvallende overkapping.

## Geschiedenis

### Oude stationsgebouwen
Vanaf 1867 tot en met 1930 had Krommenie-Assendelft een stationsgebouw van het type type SS (Staatsspoorwegen) Hoogezand. Vanaf 1930 is er een nieuw station gebouwd, ontworpen door architect H.G.J. Schelling. Dit gebouw is in 1975 gesloopt. Beide stationsgebouwen waren hoofdgebouwen met 2 lagere gedeeltes aan beide kanten. Net als nu had Krommenie-Assendelft 2 perronsporen en op de plek waar nu het bedrijf "Venrooy Caravans" is gevestigd, stond vroeger een goederenoverslagplaats met goederenloods.
Van 1975 tot 2008 bestond het station uit een eilandperron met wachtruimte en kaartverkoop (later Wizzl), ontworpen door C. Douma. Op het perron vond men eenvoudige overkapping, van een vergelijkbaar type als de verderop gelegen stations Wormerveer en Zaandijk Zaanse Schans.                                                                                                                                                                                                                                                 

### Huidig station
In oktober 2006 startte de bouw van het meer westelijk gelegen nieuwe station Krommenie-Assendelft, boven de eveneens nieuwe kruising met de Saendelverlaan. Het ontwerp is van Jeroen Eulderink (Arcadis) . Dit had te maken met de bouw van Vinex-locatie "Saendelft". Het oude station had geen uitgang aan de Assendelftse kant en kon aan deze zijde ook moeilijk worden ontsloten. Het nieuwe station ligt gunstiger ten opzichte van Saendelft en Krommenie-West, maar daardoor wel verder van de oudere gedeeltes van Krommenie en Assendelft. Het nieuwe station is per 14 december 2008 in gebruik genomen.
Het nieuwe station heeft sinds de heropening last van vandalisme. Wat bedoeld was als het paradepaardje van de Zaanlijn - een modern, transparant station - werd het zorgenkindje van ProRail. Muren besmeurd met graffiti, liften die om de haverklap stuk gaan en veel klachten over de geringe beschutting tegen kou en wind.

## Treinen
De volgende treinseries doen station Krommenie-Assendelft aan:
| Serie | Treinsoort    | Route | Bijzonderheden |
| ----- | ------------- | --- | --- |
| 4000  | Sprinter (NS) | Uitgeest – Krommenie-Assendelft – Zaandam – Amsterdam Centraal – Breukelen – Woerden – Gouda – Rotterdam Centraal | |
| 7400  | Sprinter (NS) | Uitgeest – Krommenie-Assendelft – Zaandam – Amsterdam Centraal – Breukelen – Utrecht Centraal – Driebergen-Zeist  | Rijdt alleen tijdens de brede spitsuren, waarbij net na de ochtendspits en net vóór de middagspits enkel tussen Uitgeest en Utrecht Centraal v.v. wordt gereden. |

## Bussen
| Lijn                                                  | Route                                                                                 | Soort     | Bijzonderheden                      |
| ----------------------------------------------------- | ------------------------------------------------------------------------------------- | --------- | ----------------------------------- |
| Vervoerder: EBS Concessiegebied: Zaanstreek-Waterland |                                                                                       |           |                                     |
| 68                                                    | Assendelft Station - Noorderveenweg                                                   | Streekbus | Rijdt alleen 's avonds en op zondag |
| 69                                                    | Zaandam Station - Koog aan de Zaan - Wormerveer - Krommenie - Assendelft Station      | Streekbus |                                     |
| 414                                                   | Krommeniedijk - Wormerveer - Wormer - Oostknollendam                                  | Buurtbus  | Rijdt niet 's avonds en op zondag   |
| 456                                                   | Assendelft Station - Nauerna - Westzaan - Zaandam Station                             | Buurtbus  | Rijdt niet 's avonds en op zondag   |
| N94                                                   | Amsterdam CS - Zaandam - Koog aan de Zaan - Zaandijk - Wormerveer - Krommenie Station | Nachtbus  |                                     |

## Ontwikkeling aantal reizigers
Het aantal door NS vervoerde reizigers (per gemiddelde werkdag) ontwikkelde zich sedert 2019 als volgt:
| Jaar | Aantal reizigers |
| ---- | ---------------- |
| 2019 | 5.709            |
| 2020 | 2.772            |
| 2021 | 2.899            |
| 2022 | 4.024            |
| 2023 | 4.579            |
| 2024 | 4.997            |

## Afbeeldingen

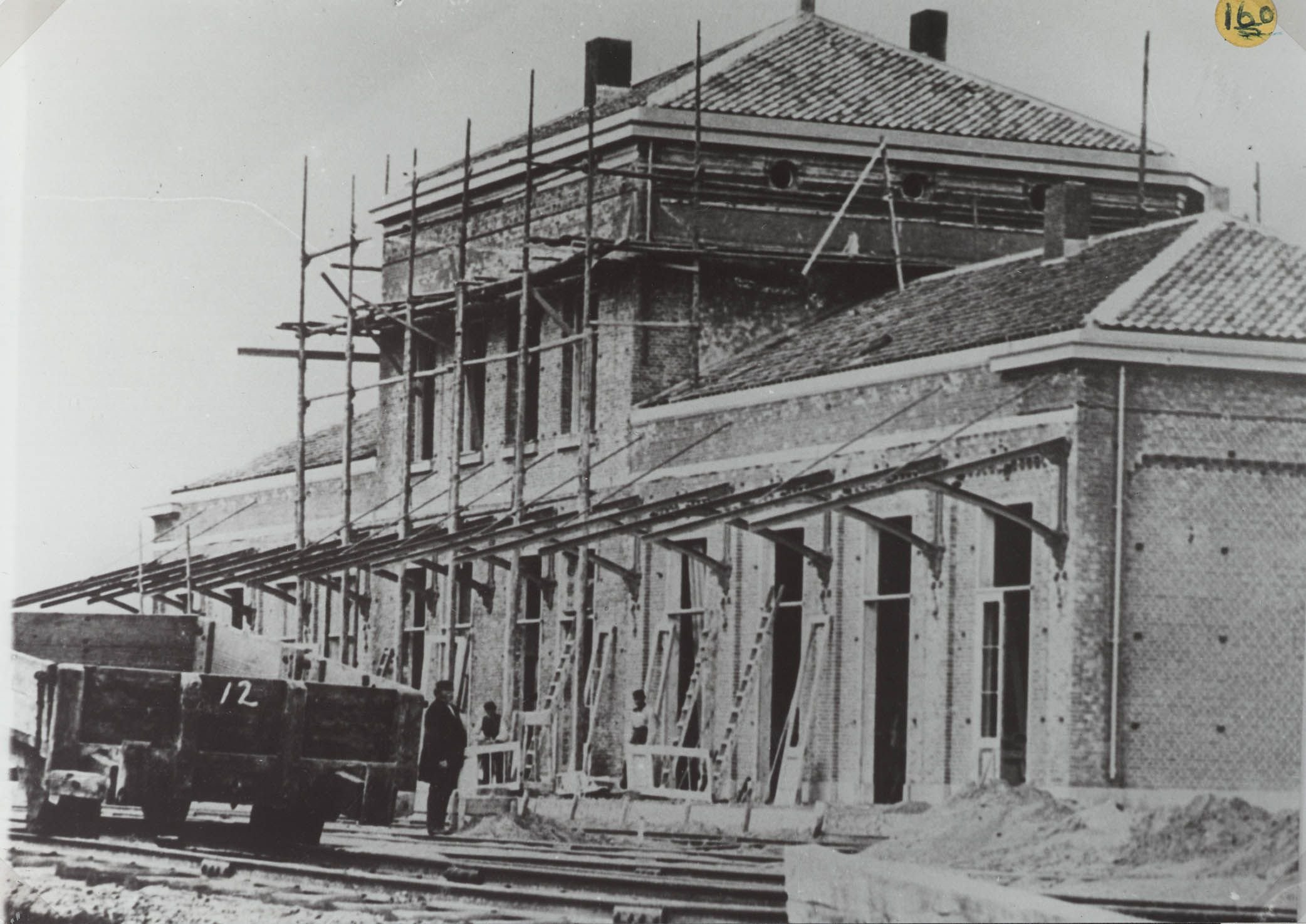
Het originele station Krommenie-Assendelft in aanbouw in 1869
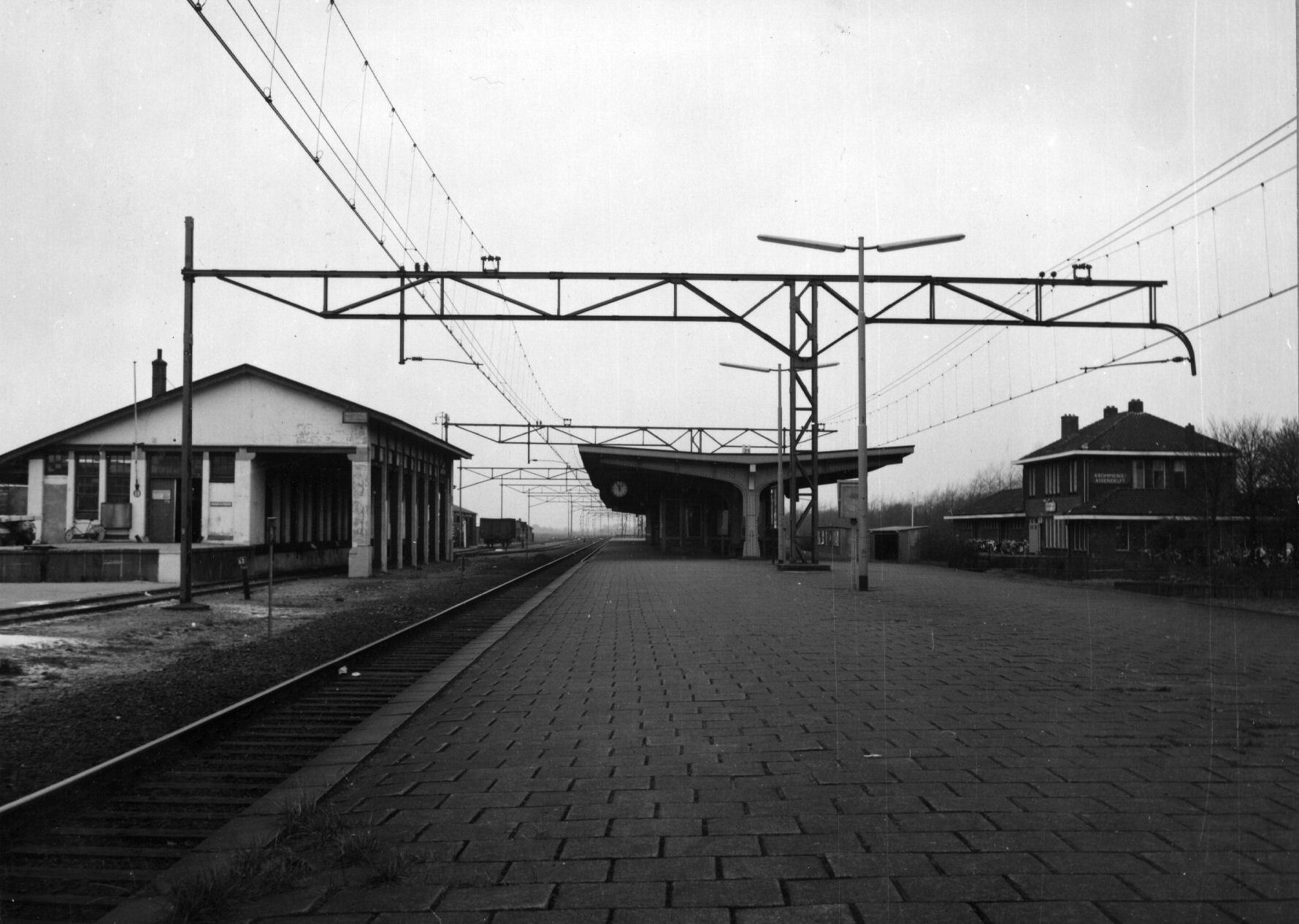
Perron in 1967
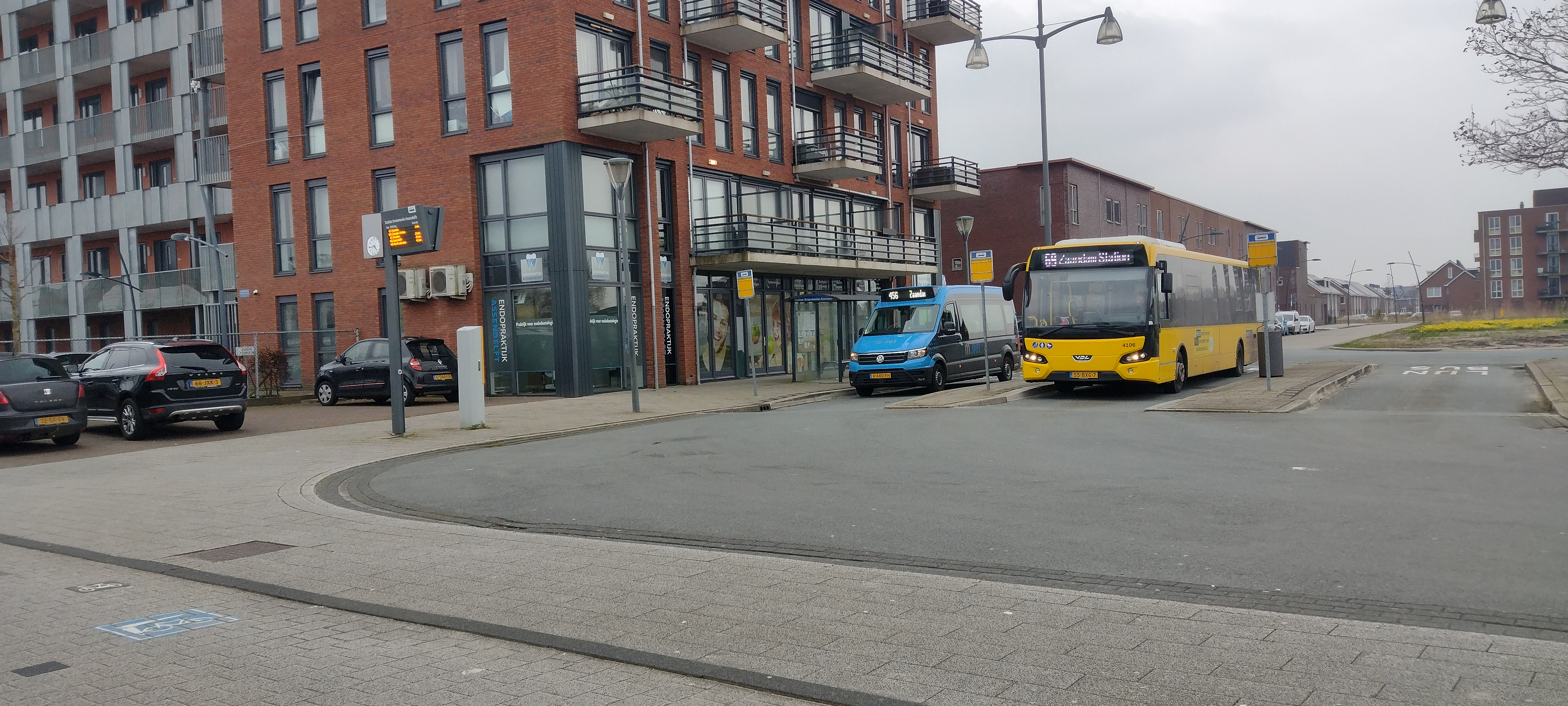
Busstation
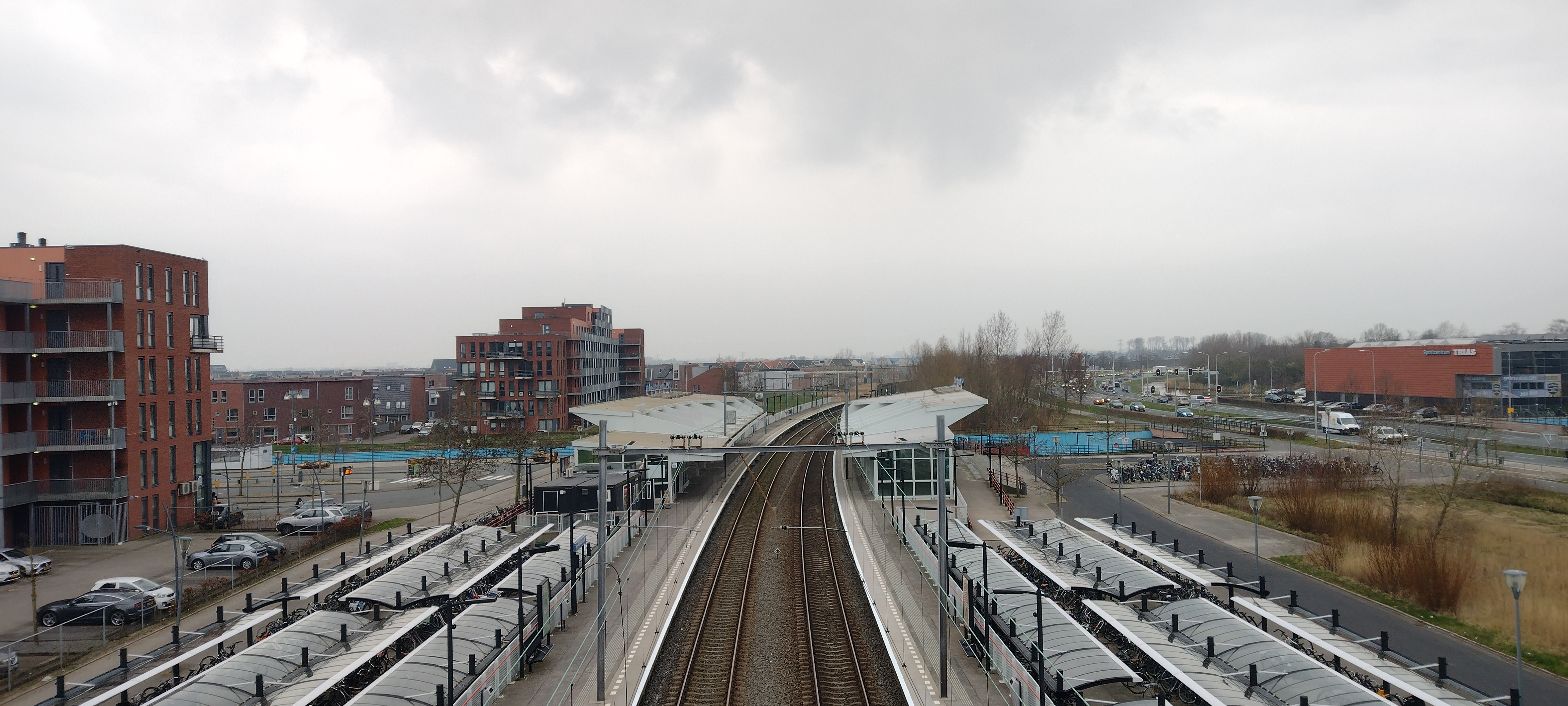
Perrons, gezien vanaf de loopbrug
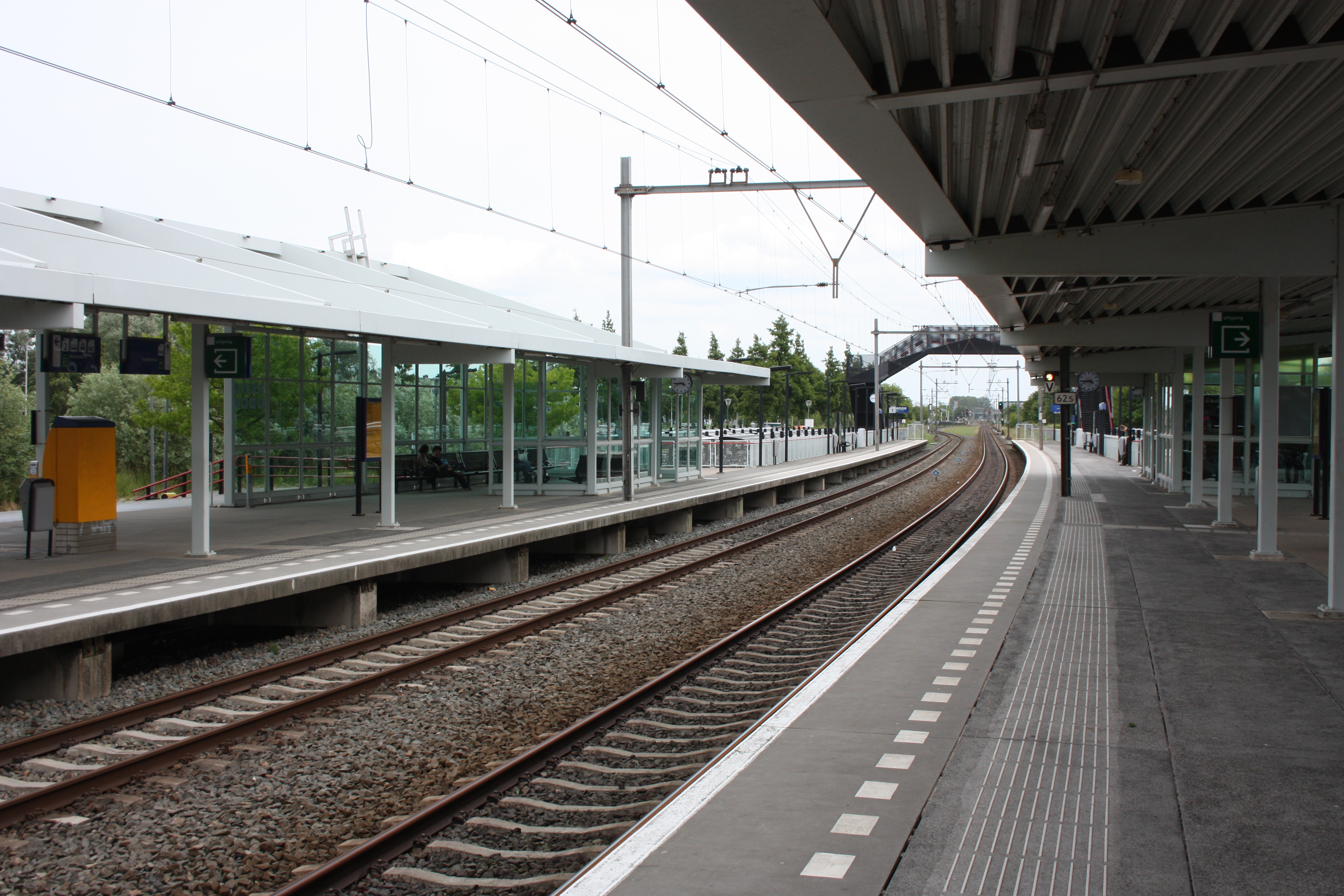
De perrons

0: Den Helder ·
3: Den Helder Zuid ·
4: Koegras ·
8: Breezand ·
12: Anna Paulowna ·
16: Oudesluis ·
21: Schagen ·
24: Schagerwaard ·
27: Zijdewind ·
30: Noord Scharwoude ·
35: Heerhugowaard ·
38: St. Pancras ·
40: Alkmaar Noord ·
42: Alkmaar ·
47: Heiloo ·
49: Onze Lieve Vrouwe ter Nood ·
54: Castricum ·
58: Uitgeest ·
61: Den Ham ·
63: Krommenie-Assendelft ·
65: Wormerveer ·
68: Zaandijk Zaanse Schans ·
69: Koog aan de Zaan ·
71: Zaandam ·
72: Noorder IJdijk ·
73: Hembrug ·
75: Amsterdam Petroleumhaven ·
78: Spaarndammerdijk-Houthaven ·
79: Amsterdam Sloterdijk ·
80: Amsterdam Westerdok ·
81: Amsterdam Centraal
Alkmaar ·
-Noord ·
Amsterdam:
-Amstel ·
-ArenA ·
-Bijlmer ArenA · 
-Centraal ·
-Holendrecht ·
-Lelylaan ·
-Muiderpoort ·
-RAI ·
-Science Park ·
-Sloterdijk ·
-Zuid ·
Anna Paulowna ·
Beverwijk ·
Bloemendaal ·
Bovenkarspel:
-Flora ·
-Grootebroek ·
Bussum Zuid ·
Castricum ·
Den Helder ·
-Zuid ·
Diemen ·
-Zuid ·
Driehuis ·
Duivendrecht ·
Enkhuizen ·
Haarlem ·
-Spaarnwoude ·
Halfweg-Zwanenburg ·
Heemskerk ·
Heemstede-Aerdenhout ·
Heerhugowaard ·
Heiloo ·
Hilversum ·
-Media Park ·
-Sportpark ·
Hollandsche Rading ·
Hoofddorp ·
Hoogkarspel ·
Hoorn ·
-Kersenboogerd ·
Koog aan de Zaan ·
Krommenie-Assendelft ·
Naarden-Bussum ·
Nieuw Vennep ·
Obdam ·
Overveen ·
Purmerend ·
-Overwhere ·
-Weidevenne ·
Santpoort:
-Noord ·
-Zuid ·
Schagen ·
Schiphol Airport ·
Uitgeest ·
Weesp ·
Wormerveer ·
Zaandam ·
-Kogerveld ·
Zaandijk Zaanse Schans ·
Zandvoort aan Zee
Stations van de Museumstoomtram Hoorn-Medemblik:
Tramstation Hoorn · 
Zwaag ·
Wognum-Nibbixwoud ·
Twisk ·
Opperdoes ·
Medemblik
Voormalige stations: zie de lijst van voormalige spoorwegstations in Noord-Holland